# Mirko Svrček
Mirko Svrček (ur. 11 października 1925 w Pradze, zm. 29 kwietnia 2017 tamże) – czeski botanik i mykolog.

## Życiorys
Po studiach na Uniwersytecie Karola w Pradze rozpoczął pracę zawodową w Muzeum Narodowym w Pradze. Tutaj początkowo pracował na wydziale botanicznym, a od 1965 r. na wydziale mykologicznym. Oddział ten regularnie odwiedzał także po przejściu na emeryturę w 2014 roku. W Czechosłowacji i kilku innych krajach europejskich zebrał dziesiątki tysięcy okazów grzybów, które są przechowywane w zielniku mykologicznym tego muzeum. Od 1974 do 1992 r. był redaktorem naczelnym międzynarodowego czasopisma naukowego Czech Mycology. Był wieloletnim członkiem Czeskiego Towarzystwa Naukowego Mykologii (ČVSM). Jest autorem wielu publikacji naukowych.
Opisał nowe gatunki grzybów. W bazie danych Mycobank jest 342 utworzonych przez niego taksonów (niektóre wspólnie z innymi mykologami). W naukowych nazwach opisanych przez niego taksonów dodawane jest jego nazwisko Svrček. Na jego cześć nazwano rodzaje grzybów Svrcekia i Svrcekomyces oraz pięć gatunków grzybów workowych:  Amicodisca svrcekii, Octospora svrcekii, Rhodophyllus svrcekii, Solenia svrcekii i Capronia svrcekiana.

## Wybrane publikacje książkowe
- Klíč k určování bezcévných rostlin. Státní pedagogické nakladatelství, Praha 1976.
- Holubinky. Academia, Praha 1984.
- Houby. Aventinum, Praha 2005, ISBN 80-86858-08-1.